# Scoparia berytella
Scoparia berytella is een vlinder uit de familie grasmotten (Crambidae). De wetenschappelijke naam is voor het eerst geldig gepubliceerd in 1911 door Rebel.
De soort komt voor in Europa.